# Þóroddur Hjaltalín
Þóroddur Hjaltalín  (4 augustus 1977) is een IJslands voetbalscheidsrechter. Hij is in dienst van FIFA en UEFA sinds 2010.
Op 8 juli 2010 debuteerde Hjaltalín in Europees verband tijdens een wedstrijd tussen F91 Dudelange en Randers FC in de voorronde van de UEFA Europa League. De wedstrijd eindigde op 2–1. Hjaltalín gaf twee gele kaarten. Daarnaast werd Mads Fenger van het veld gestuurd met een rode kaart.
Zijn eerste interland floot hij op 31 augustus 2016, toen Denemarken met 5–0 won tegen Liechtenstein.

## Interlands
| Datum            | Plaats              | Wedstrijd                  | Uitslag | Competitie        | Kreeg geel | Kreeg voor de tweede keer geel en dus rood | Weggestuurd |
| ---------------- | ------------------- | -------------------------- | ------- | ----------------- | ---------- | ------------------------------------------ | ----------- |
| 31 augustus 2016 | Horsens, Denemarken | Denemarken – Liechtenstein | 5 – 0   | Vriendschappelijk | 0          | 0                                          | 0           |

Laatste aanpassing op 1 oktober 2018